# Índice de calidad del aire

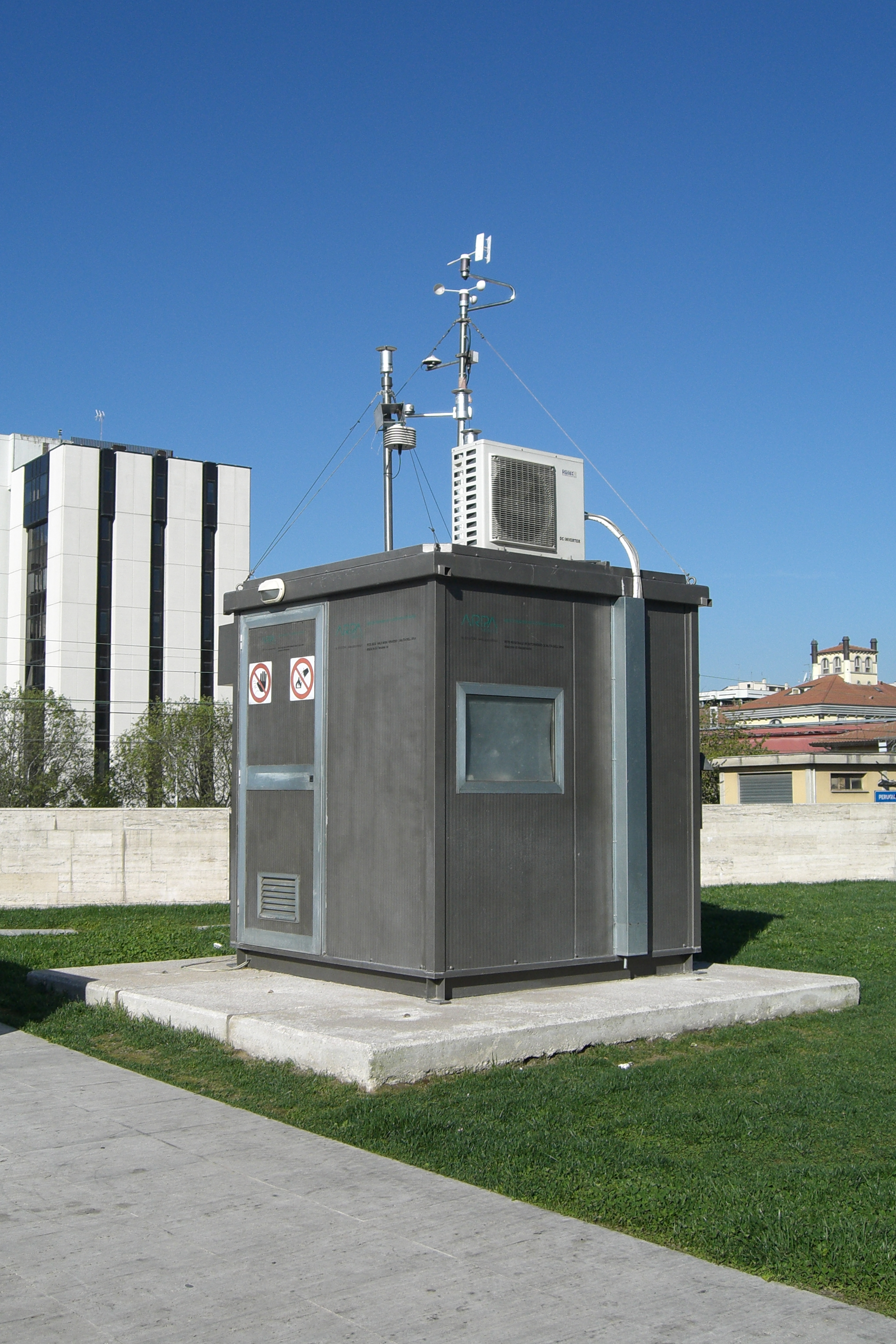
Estación automática de seguimiento de la calidad del aire, propiedad de la Agencia Regional de Protección del Medio Ambiente de Umbría (ARPA Umbría). Distrito de Fontivegge, Perugia, 10 de abril de 2012.

Un índice de calidad del aire (ICA) es un indicador desarrollado por agencias gubernamentales para comunicar al público cuán contaminado está el aire actualmente o cuán contaminado se prevé que llegue a estar. A medida que los niveles de contaminación del aire aumentan, también lo hace el ICA, junto con el riesgo para la salud pública asociado. Los niños, los ancianos y las personas con problemas respiratorios o cardiovasculares suelen ser los primeros grupos afectados por la mala calidad del aire. Cuando el ICA es alto, los organismos gubernamentales generalmente aconsejan a las personas reducir la actividad física al aire libre, o incluso evitar salir en su totalidad. Cuando los incendios forestales resultan en un ICA alto, también se recomienda el uso de una mascarilla (como una mascarilla N95) al aire libre y un purificador de aire (que incorpore tanto filtros HEPA como carbón activado) en interiores.
| SO2      | SO2      | PM2,5  | PM2,5  | PM10     | PM10     | O3      | O3      | NO2      | NO2      | Categoría del índice        |
| -------- | -------- | ------ | ------ | -------- | -------- | ------- | ------- | -------- | -------- | --------------------------- |
| 0        | 100      | 0      | 10     | 0        | 20       | 0       | 50      | 0        | 40       | Buena                       |
| 101      | 200      | 11     | 20     | 21       | 40       | 51      | 100     | 41       | 90       | Razonablemente buena        |
| 201      | 350      | 21     | 25     | 41       | 50       | 101     | 130     | 91       | 120      | Regular                     |
| 351      | 500      | 26     | 50     | 51       | 100      | 131     | 240     | 121      | 230      | Desfavorable                |
| 501      | 750      | 51     | 75     | 101      | 150      | 241     | 380     | 231      | 340      | Muy desfavorable            |
| 751-1250 | 751-1250 | 76-800 | 76-800 | 151-1200 | 151-1200 | 381-800 | 381-800 | 341-1000 | 341-1000 | Extremadamente desfavorable |

| Índice aire y salud | Nivel de riesgo     | Intervalo de PM10 promedio móvil ponderado de 12 horas* (µg/m3) | Intervalo de PM2.5 promedio móvil ponderado de 12 horas* (µg/m3) | Intervalo de O3 promedio de una hora (ppm) | Intervalo de O3 promedio de ocho horas (ppm) | Intervalo de NO2 promedio de una hora (ppm) | Intervalo de SO2 promedio móvil de 24 horas (ppm) | Intervalo de CO promedio móvil de ocho horas (ppm) |
| ------------------- | ------------------- | --------------------------------------------------------------- | ---------------------------------------------------------------- | ------------------------------------------ | -------------------------------------------- | ------------------------------------------- | ------------------------------------------------- | -------------------------------------------------- |
| Buena               | Bajo                | ≤ 50                                                            | ≤ 25                                                             | ≤ 0.051                                    | ≤ 0.051                                      | ≤ 0.107                                     | ≤ 0.008                                           | ≤ 8.75                                             |
| Aceptable           | Moderado            | >50 y ≤ 75                                                      | >25 y ≤ 45                                                       | >0.051 y ≤ 0.095                           | >0.051 y ≤ 0.070                             | >0.107 y ≤ 0.210                            | >0.008 y ≤ 0.110                                  | >8.75 y ≤ 11.00                                    |
| Mala                | Alto                | >75 y ≤ 155                                                     | >45 y ≤ 79                                                       | >0.095 y ≤ 0.135                           | >0.070 y ≤ 0.092                             | >0.210 y ≤ 0.230                            | >0.110 y ≤ 0.165                                  | >11.00 y ≤ 13.30                                   |
| Muy Mala            | Muy Alto            | >155 y ≤ 235                                                    | >79 y ≤ 147                                                      | >0.135 y ≤ 0.175                           | >0.092 y ≤ 0.114                             | >0.230 y ≤ 0.250                            | >0.165 y ≤ 0.220                                  | >13.30 y ≤ 15.50                                   |
| Extremadamente Mala | Extremadamente Alto | >235                                                            | >147                                                             | >0.175                                     | >0.114                                       | >0.250                                      | >0.220                                            | >15.50                                             |

Notas:
– ND significa que no hay datos disponibles
– La información corresponde a datos en tiempo real NO VALIDA en Puntos IMECA
| Atributos del IBOCA | Atributos del IBOCA | Atributos del IBOCA         | Atributos del IBOCA              | Rangos de concentración y tiempo de exposición para cada contaminante1 | Rangos de concentración y tiempo de exposición para cada contaminante1 | Rangos de concentración y tiempo de exposición para cada contaminante1 | Rangos de concentración y tiempo de exposición para cada contaminante1 | Rangos de concentración y tiempo de exposición para cada contaminante1 | Rangos de concentración y tiempo de exposición para cada contaminante1 |
| Rangos numéricos    | Color               | Estado del calidad del aire | Estado de actuación y respuesta2 | PM10, 24h (µg/m3)                                                      | PM2.5, 24h (µg/m3)                                                     | O3, 8h (µg/m3) [ppb]                                                   | CO, 8h (µg/m3) [ppm]                                                   | SO2, 1h (µg/m3) [ppb]                                                  | NO2, 1h (µg/m3) [ppb]                                                  |
| ------------------- | ------------------- | --------------------------- | -------------------------------- | ---------------------------------------------------------------------- | ---------------------------------------------------------------------- | ---------------------------------------------------------------------- | ---------------------------------------------------------------------- | ---------------------------------------------------------------------- | ---------------------------------------------------------------------- |
| 0-10                | Azul claro          | Favorable                   | Prevención                       | (0-54)                                                                 | (0-12)                                                                 | (0-116) [0-59]                                                         | (0-5038) [0.0-4.4]                                                     | (0-93) [0-35]                                                          | (0-100)                                                                |
| 10,1-20             | Verde               | Moderada                    | Prevención                       | (55-154)                                                               | (12.1-35.4)                                                            | (117-148) [60-75]                                                      | (5039-10762) [4.5-9.4]                                                 | (94-198) [36-75]                                                       | (101-188)                                                              |
| 20,1-30             | Amarillo            | Regular                     | Alerta Amarilla                  | (155-254)                                                              | (35.5-55.4)                                                            | (149-187) [76-95]                                                      | (10763-14197) [9.5-12.4]                                               | (199-486) [76-185]                                                     | (189-677) [189-360]                                                    |
| 30,1-40             | Naranja             | Mala                        | Alerta Naranja                   | (255-354)                                                              | (55.5-150.4)                                                           | (188-226) [96-115]                                                     | (14198-17631) [12.5-15.4]                                              | (487-797) [186-304]                                                    | (678-1221) [361-649]                                                   |
| 40,1-60             | Rojo3               | Muy Mala                    | Alerta Roja3                     | (355-424)                                                              | (150.5-250.4)                                                          | (227-734) [116-374]                                                    | (17632-34805) [15.5-30.4]                                              | (798-1583) [305-604]                                                   | (1221-2349) [650-1244]                                                 |
| 60,1-1004           | Morado              | Peligrosa                   | Emergencia                       | (425-604)                                                              | (250.5-500.4)                                                          | (734-938) [374-938]                                                    | (34806-57703) [30.5-50.4]                                              | (1584-2630) [30.5-50.4]                                                | (2350-3853) [1250-2049]                                                |

1. Para cada columna está indicado el contaminante criterio, el tiempo de exposición y la concentración en µg/m3 o unidades alternativas. El IBOCA no incluye el PST a 24 horas y el O3 a 1 hora. Para estos contaminantes y tiempos de exposición se mantienen los niveles excepcionales de concentración de la Resolución 601 de 2006, modificada por la Resolución 610 de 2010, artículo 6.
2. Para que una alerta o emergencia sea considerada como tal, debe ser validada por la "Mesa Permanente para la Validación de Alertas y Emergencias por Contaminación Atmosférica" de la Secretaría Distrital de Ambiente, según se establece en la Resolución 2410 de 2015. Las medias institucionales que se seguirán en el caso de alertas y emergencias validadas serán las correspondientes a las protocolos indicados en el Decreto 595 de 2015, "por el cual se adopta el Sistema de Alertas Tempranas Ambientales de Bogotá para su componente aire, SATAB-aire".
3. Para el caso del dióxido de nitrógeno (NO2) el nivel de emergencia empieza desde este nivel, y por tanto no existe la alerta roja.
4. Si en un evento de contaminación atmosférica la concentración de cualquier contaminante supera el límite superior correspondiente a un IBOCA de 100, se seguirá considerando una emergencia.